# Helenópolis

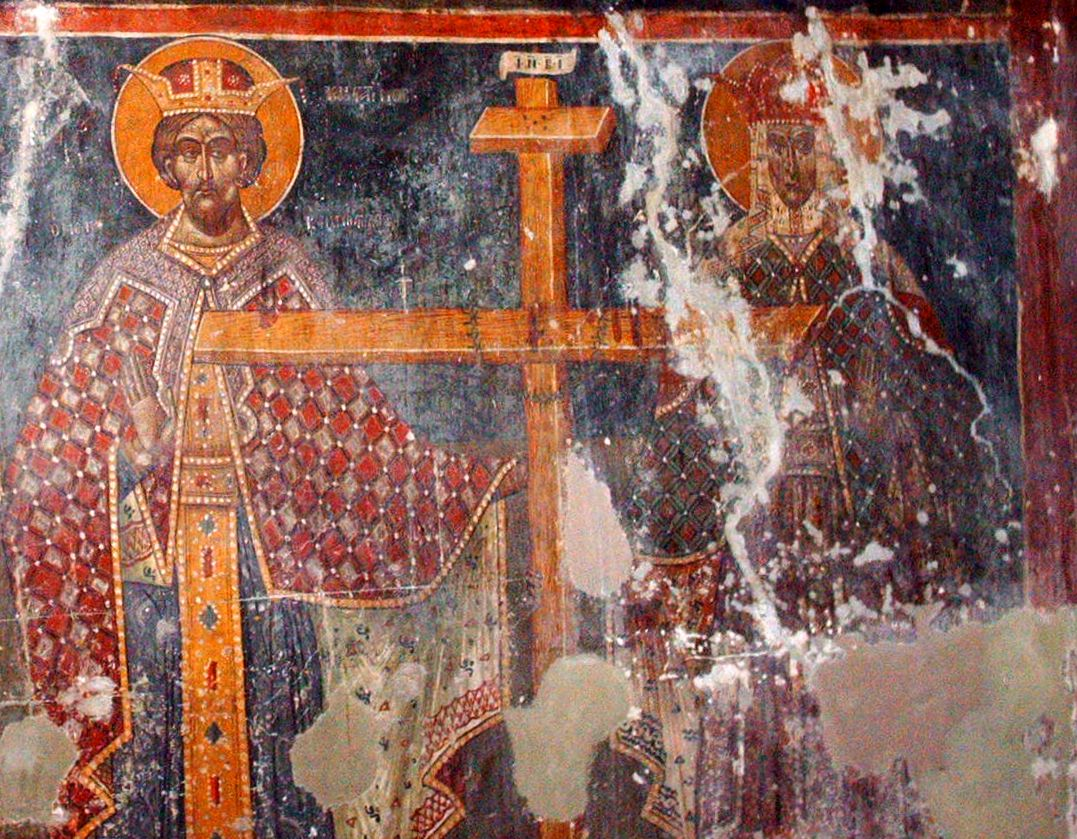
Constantino batizou a cidade de "Helenópolis" em homenagem a sua mãe, Santa Helena.
Ícone por Nikolla, filho de Onufri, na igreja de Santa Maria de Vllaherna, em Berat (Albânia). Segunda metade do séc. XVI.

Helenópolis era uma antiga cidade romana na Bitínia, na Ásia Menor. Ela foi identificada como sendo a vila moderna de Hersek, no distrito de Altınova, na província de Yalova. Antes de ser renomeada, era conhecida por Drepanum.

## História
No lado sul do Golfo de İzmit existia um local chamado de "Drepana" ou "Drepanon" onde, por volta de 258 d.C., Santa Helena, mãe do imperador Constantino, nasceu. Perto dali havia também famosas termas, que possivelmente correspondem às de Termal, perto de Yalova. Em 318 d.C., Constantino rebatizou o lugar de Helenópolis e construiu ali uma igreja em honra ao mártir São Luciano, que foi enterrado ali. A cidade logo cresceu em importância e o imperador passou ali longas temporadas ao final de sua vida.
Justiniano construiu um aqueduto, banhos e outros monumentos na cidade. Com o passar do tempo, a cidade parece não ter mais crescido e era chamada, jocosamente, de Eleinou polis, "cidade miserável".

## História Eclesiástica
Helenópolis era uma sé sufragânea de Bursa.
Michel Le Quien menciona nove de seus bispos. Macrinus, o primeiro, é citado como tendo estado no Primeiro Concílio de Niceia (325 d.C.), mas nome não aparece nas listas de membros do concílio. Por volta de 400, a igreja de Helenópolis foi governada por Paládio da Galácia, amigo e defensor de João Crisóstomo, e autor da História Lausíaca. O último bispo conhecido apoiou o Concílio de Fócio em Constantinopla em 879. A cidade apareceu na Notitiae Episcopatuum até o século XIII.